# Lindsey Berg
Lindsey Berg est une ancienne joueuse de volley-ball américaine née le 16 juillet 1980 à Honolulu (Hawaï). Elle mesure 1,73 m et jouait au poste de passeuse. Elle a totalisé 208 sélections en équipe des États-Unis.

## Biographie
Lindsey Berg fait partie de l'équipe des États-Unis de volley-ball féminin médaillée d'argent aux Jeux olympiques d'été de 2008 à Pékin et aux Jeux olympiques d'été de 2012 à Londres.

## Clubs
| Club                     | De        | À         |
| ------------------------ | --------- | --------- |
| Minnesota University     | 1999-2000 | 2000-2001 |
| Minnesota Chill          | 2000-2001 | 2000-2001 |
| États-Unis               | 2002-2003 | 2003-2004 |
| Robursport Volley Pesaro | 2004-2005 | 2006-2007 |
| Asystel Volley           | 2007-2008 | 2007-2008 |
| Villa Cortese            | 2009-2010 | 2011-2012 |
| Fenerbahçe İstanbul      | 2012-2013 | 2012-2013 |

## Palmarès

### Équipe nationale
- Jeux olympiques
  -  2008 à Pékin.
  -  2012 à Londres.
- Grand Prix Mondial
  - Vainqueur : 2011.
- Coupe du monde
  - Finaliste : 2011.
- Championnat d'Amérique du Nord
  - Vainqueur : 2003, 2005, 2011
  - Finaliste : 2007
- Coupe panaméricaine
  - Vainqueur : 2003
  - Finaliste : 2004

### Clubs
- Coupe de la CEV
  - Vainqueur : 2006.
  - Finaliste :2013.
- Coupe d'Italie
  - Vainqueur : 2010, 2011.
- Supercoupe d'Italie
  - Vainqueur: 2006.

### Distinctions individuelles
- Coupe panaméricaine de volley-ball féminin 2003: Meilleure passeuse.
- Coupe panaméricaine de volley-ball féminin 2004: Meilleure passeuse.
- Championnat d'Amérique du Nord de volley-ball féminin 2005: Meilleure passeuse.
- Coupe panaméricaine de volley-ball féminin 2005: Meilleure passeuse.
- Championnat d'Amérique du Nord de volley-ball féminin 2011: Meilleur passeuse.